# Manuel Blanc

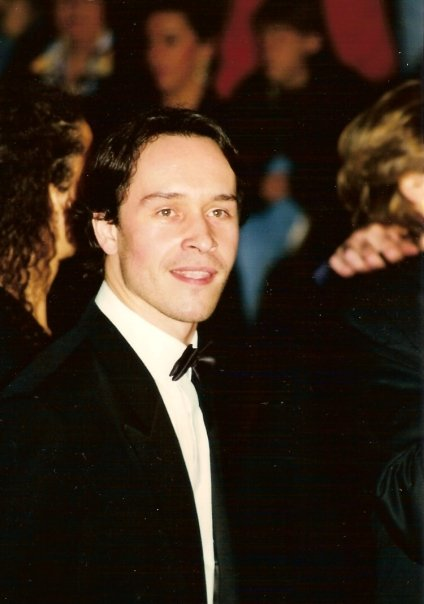
Manuel Blanc (1996)

Manuel Blanc (* 12. Juni 1968 in Boulogne-Billancourt) ist ein französischer Schauspieler und Schriftsteller.

## Leben
Nach ersten Erfahrungen in Amateur-Theatergruppen hatte Blanc ursprünglich Regisseur werden wollen, verwarf dieses Vorhaben jedoch und wandte sich der Arbeit vor der Kamera zu. Gleich für seinen ersten Film, André Téchinés Stricherdrama Ich küsse nicht (mit Philippe Noiret und Emmanuelle Béart), erhielt er den César als Bester Nachwuchsschauspieler.
Sein zweiter Film war Jacques Derays Kriminalfilm Der Anwalt mit Alain Delon. Für Deux fois mal éteints erhielt er 1994 den Prix Jean Gabin. Bis heute wirkte er in über 50 Film- und Fernsehproduktionen mit und arbeitete mit den bekannten Regisseuren Frankreichs: Josée Dayan, Édouard Molinaro, Werner Schroeter, Stéphan Guérin-Tillié, Antony Hickling, Jérôme Savary und Philippe Calvario.
Für das Theaterstück Ladies Night erhielt er 2001 den Molière Award.
Blanc lebt offen homosexuell in Paris. 2014 erschien sein erster Roman Carnaval.

## Filmografie (Auswahl)
- 1991: Ich küsse nicht (J'embrasse pas)
- 1993: Der Anwalt (Un crime)
- 1996: Beaumarchais – Der Unverschämte (Beaumarchais, l’insolent)
- 2000: Drogenszenen (Scénarios sur la drogue, Episodenfilm)
- 2000: Exit – Die Apocalypse in Dir (Exit)
- 2002: Dream Dream Dream
- 2004: Söldner der Hölle (Capitaines des ténèbres)
- 2005: La Crim’ (Fernsehserie, 1 Folge)
- 2007: Familienbande, scharf gewürzt (Sexe, gombo et beurre salé)
- 2008: Villa Jasmin
- 2010: Serie in Schwarz (Suite Noire, Filmreihe)
- 2013: Falco (Fernsehserie, 1 Folge)
- 2014: One Deep Breath
- 2016: Where Horses Go to Die
- 2017, 2018: Le Chalet (Fernsehsechsteiler)